# James Veitch (komik)
James Veitch (ur. 1 kwietnia 1980) – brytyjski komik najbardziej znany ze swoich humorystycznych interakcji z autorami elektronicznych wiadomości, mających na celu wyłudzenie pieniędzy, znanych jako nigeryjski szwindel.

## Życiorys
Veitich po raz pierwszy wystąpił publicznie jako komediant ze skeczem The Fundamental Interconnectedness of Everyone with an Internet Connection w Brighton Fringe w maju 2014 w ramach pokazu branżowego WINDOW, a następnie zaprezentował go w sierpniu na Edinburgh Festival Fringe. Spektakl dotyczył przekrętów internetowych i humorystycznych odpowiedzi na nie. Wystąpienie zostało opisane przez Sunday Herald jako błyskotliwa komedia doprowadzająca do łez.
Następnie Veitch stworzył serię filmów dla Mashable  pt. Scamalot na YouTube.  19 sierpnia 2018 roku filmy wyświetlono w sumie 9 591 913 razy.
We wrześniu 2020 został oskarżony o gwałt i molestowanie seksualne podczas studiów na Sarah Lawrence College.